# Bobsleigh nos Jogos Olímpicos de Inverno de 1964
O bobsleigh retornou ao programa nos Jogos Olímpicos de Inverno de 1964 realizados em Innsbruck, na Áustria. O esporte foi removido do programa na edição anterior e retornou após oito anos com dois eventos, duplas e equipes.

## Medalhistas
Masculino
| Evento           | Ouro                                                                   | Prata                                                                            | Bronze                                                                          |
| ---------------- | ---------------------------------------------------------------------- | -------------------------------------------------------------------------------- | ------------------------------------------------------------------------------- |
| Duplas detalhes  | Grã-Bretanha I Anthony Nash Robert Dixon GBR Grã-Bretanha              | Itália II Sergio Zardini Romano Bonagura ITA Itália                              | Itália I Eugenio Monti Sergio Siorpaes ITA Itália                               |
| Equipes detalhes | Canadá I Victor Emery Douglas Anakin John Emery Peter Kirby CAN Canadá | Áustria I Erwin Thaler Josef Nairz Reinhold Durnthaler Adolf Koxeder AUT Áustria | Itália II Eugenio Monti Benito Rigoni Gildo Siorpaes Sergio Siorpaes ITA Itália |

## Quadro de medalhas
| Ordem | País             | Medalha de ouro | Medalha de prata | Medalha de bronze |   |
| ----- | ---------------- | --------------- | ---------------- | ----------------- | - |
| 1     | CAN Canadá       | 1               |                  |                   | 1 |
| 1     | GBR Grã-Bretanha | 1               |                  |                   | 1 |
| 3     | ITA Itália       |                 | 1                | 2                 | 3 |
| 4     | AUT Áustria      |                 | 1                |                   | 1 |
| TOTAL | TOTAL            | 2               | 2                | 2                 | 6 |